# Facas e Anjos
Facas e Anjos é um telefilme realizado por Eduardo Guedes e, com Miguel Moreira e Carla Bolito como actores principais

## Sinopse
João (Miguel Moreira) é um rapaz calmo e tímido, vive em Alcochete, sob as regras rígidas do pai (José Mora Ramos), um importante militar do exército. Um dia, farto da falta de liberdade, decide fugir de casa e governar-se por sua conta. O acaso leva-o a um circo itenerante que ali estava temporariamente. Logo que ali chega é atraído pela beleza de Dolores (Carla Bolito), uma jovem trapezista e tratadora de feras. O envolvimento cada vez maior com o mundo do circo ensina-o que a vida nem sempre é fácil. A situação piora-se quando o romance com Dolores dá a João um filho, apenas com ainda 19 anos.
Este filme é baseado numa história verídica.